# Agata Rafałowicz
Agata Rafałowicz (ur. 27 sierpnia 1987) – polska koszykarka, grająca na pozycji rozgrywającej, obecnie zawodniczka AZS-u Politechniki Korona Kraków. 
Reprezentuje barwy poznańskiego AZS, wcześniej związana z Olimpią Poznań, której jest wychowanką i z którą zdobywała wielokrotnie medale mistrzostw Polski w kategoriach młodzieżowych.

## Osiągnięcia
Drużynowe
- Wicemistrzyni Polski AZS w grach zespołowych (2010)[1]
- Brązowa medalistka I ligi polskiej (2017, 2021[2])

Indywidualne
- Najlepsza rozgrywająca mistrzostw Polski AZS w grach zespołowych (2010)[1]
- Liderka I ligi w:
  - przechwytach (2015, 2021)
  - skuteczności rzutów wolnych (2018)